# مؤشر جغرافي

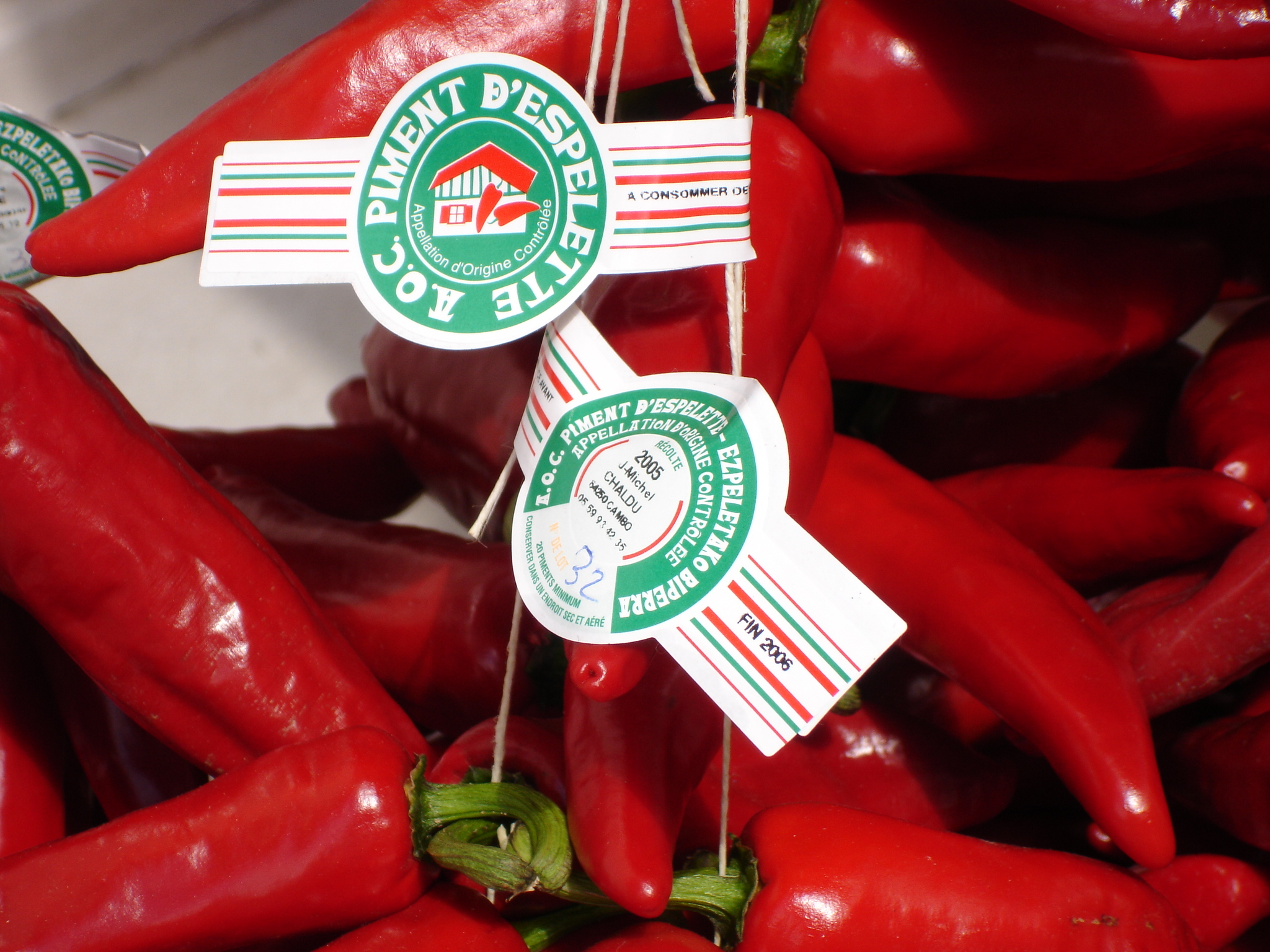

المؤشر الجغرافي أو العلامة الجغرافية هو اسم أو علامة مستخدمة على المنتجات التي تتوافق مع موقع جغرافي محدد أو أصل (مثل مدينة أو منطقة أو بلد). إن استخدام المؤشر جغرافي، نوعًا من دلالة المصدر، يعمل بمكان شهادة بأن المنتج يمتلك صفات معينة، ويجري وفقًا للطرق التقليدية، أو يتمتع بسمعة معينة، بسبب أصله الجغرافي. تسمية المنشأ هي نوع فرعي من المؤشرات الجغرافية حيث تنشأ جودة المنتج وطريقة وسمعته بشكل صارم عن المنطقة المحددة في تسجيل حقوق مكليته الفكرية.

## روابط خارجية
- الدليل العملي لمنظمة الأغذية والزراعة ، ربط الأشخاص والأماكن والمنتجات ، لعام 2009
- منظمة شبكة البيانات الجغرافية الدولية
- صفحة الويبو على البيانات الجغرافية
- InterGI برنامج تدريبي حول المؤشرات الجغرافية
- موقع موارد المؤشرات الجغرافية
- Caslon تحليلات الموارد صفحات الويب
- النبيذ والمانجو كبيانات جغرافية
- مقال في مجلة تايم من 31 أغسطس 2003 حول المؤشرات الجغرافية
- دليل GEOPRODUCT - أول قاعدة بيانات عالمية للبيانات الجغرافية وتسميات المنشأ
- مشروع بحثي حول المؤشرات الجغرافية
- GI مقدمة
- دلالة - منطقة النبيذ الأسترالي